# Xhek Paskali
Xhek „Jack“ Paskali (* 2. Mai 1990 in Tirana) ist ein deutscher Profiboxer.

## Leben
Paskali kam im Alter von zwei Jahren mit seinen Eltern aus Tirana nach Ludwigsburg. Nach Realschulabschluss und Fachabitur absolvierte er eine Ausbildung zum Sport- und Fitnesskaufmann. Neben seiner Boxkarriere ist er im Immobiliengeschäft tätig.

## Amateurkarriere
Paskali trainierte beim MBC Ludwigsburg und wurde 2010 Albanischer Meister im Mittelgewicht, ehe er im Anschluss nur noch für Deutschland an den Start ging. Er wurde 2011 und 2012, jeweils nach einer Finalniederlage gegen Denis Radovan, Deutscher Vizemeister im Mittelgewicht und gewann 2013 Bronze nach einer Halbfinalniederlage gegen Stefan Härtel. Zudem boxte er 2012/13 für das deutsche Team German Eagles in der World Series of Boxing.
Nach einer längeren Auszeit aufgrund einer Augenverletzung wurde er vom Deutschen Boxsport-Verband für die europäische Olympiaqualifikation im April 2016 im türkischen Samsun nominiert. Dort stieg er nach einem Freilos für die Vorrunde im Achtelfinale ein und siegte gegen den Niederländer Max van der Pas und im Viertelfinale gegen den Belarussen Vitali Bondarenko, ehe er im Halbfinale gegen Zoltán Harcsa aus Ungarn unterlag. Beim Kampf um den letzten Qualifikationsplatz verlor er dann auch gegen den Briten Anthony Fowler. Er wurde dann auch noch im Juni 2016 beim olympischen Qualifikationsturnier in Baku aufgeboten, wo er in der Vorrunde dem Iraker Wahid Abderredha unterlag. Im Juli 2016 startete er dann beim letzten olympischen Qualifikationsturnier im venezolanischen Vargas und konnte in der Vorrunde den Rumänen Bogdan Juratoni besiegen, verlor jedoch im Anschluss jeweils gegen Endri Saavedra aus Venezuela und Önder Şipal aus der Türkei.
2017 wurde er dann Deutscher Meister im Halbschwergewicht und boxte für den BC Traktor Schwerin in der 1. Bundesliga.

## Profikarriere
Im Mai 2018 wurde bekanntgegeben, dass Paskali von den deutschen Promotern Erol Ceylan (EC Boxpromotion) und Nisse Sauerland (Sauerland Event) unter Vertrag genommen wurde. Seine Managerin wurde Etchika Pollex.
Zwischen Mai 2018 und Februar 2021 blieb er in sieben Kämpfen ungeschlagen, dabei gelang ihm am 25. August 2018 ein Sieg durch Mehrheitsentscheidung gegen Bernard Donfack.